# Orbitestelloidea
Orbitestelloidea zijn een superfamilie van slakken.

## Taxonomie
De volgende families zijn bij de superfamilie ingedeeld::
- Orbitestellidae Iredale, 1917
- Xylodisculidae Warén, 1992

### Synoniemen
- Microdisculidae Iredale & McMichael, 1962 => Orbitestellidae Iredale, 1917